# Bahnstrecke Roanne–Andrézieux
| Kopfbahnhof Streckenanfang                       | 0,0  | Le Coteau (Vorort von Roanne)                            | Le Coteau (Vorort von Roanne)                            |
| Bahnhof (Strecke außer Betrieb)                  | 7,0  | L'Hopital-sur-Rhins                                      | L'Hopital-sur-Rhins                                      |
| Bahnhof (Strecke außer Betrieb)                  | 15,5 | La Roche                                                 | La Roche                                                 |
| Bahnhof (Strecke außer Betrieb)                  | 20,5 | Neulise                                                  | Neulise                                                  |
| Bahnhof                                          | 31,0 | Balbigny                                                 | Balbigny                                                 |
| ehemaliger Bahnhof                               | 34,1 | Pouilly-lès-Feurs                                        | Pouilly-lès-Feurs                                        |
| Bahnhof                                          | 40,2 | Feurs                                                    | Feurs                                                    |
| Bahnhof                                          | 51,4 | Montrond-les-Bains                                       | Montrond-les-Bains                                       |
| Strecke                                          |      | (1839–1848 Anschluss an die Straßenbahn nach Montbrison) | (1839–1848 Anschluss an die Straßenbahn nach Montbrison) |
| Bahnhof                                          | 61,1 | Saint-Galmier-Veauche                                    | Saint-Galmier-Veauche                                    |
| Bahnhof (Strecke außer Betrieb)                  | 63,8 | Saint-Bonnet-les-Oules                                   | Saint-Bonnet-les-Oules                                   |
| Kopfbahnhof Streckenende (Strecke außer Betrieb) | 67,0 | La Quérillère (Anschluss an Saint-Étienne–Andrézieux)    | La Quérillère (Anschluss an Saint-Étienne–Andrézieux)    |

| Kopfbahnhof Streckenanfang | 0,0  | Le Coteau (Vorort von Roanne)                                 | Le Coteau (Vorort von Roanne)                                 |
| Strecke                    |      | (ab 1858 Anschluss über Roanne nach Saint-Germain)            | (ab 1858 Anschluss über Roanne nach Saint-Germain)            |
| Bahnhof                    | 7,3  | Saint-Cyr-de-Favière                                          | Saint-Cyr-de-Favière                                          |
| Bahnhof                    | 13,3 | Vendranges                                                    | Vendranges                                                    |
| Bahnhof                    | 20,6 | Saint-Jodard                                                  | Saint-Jodard                                                  |
| Bahnhof                    | 31,0 | Balbigny                                                      | Balbigny                                                      |
| Bahnhof                    | 40,2 | Feurs                                                         | Feurs                                                         |
| Bahnhof                    | 51,4 | Montrond-les-Bains                                            | Montrond-les-Bains                                            |
| Strecke                    |      | (1876–1941 Anschluss an Strecke Lyon–Montbrison)              | (1876–1941 Anschluss an Strecke Lyon–Montbrison)              |
| Bahnhof                    | 61,1 | Saint-Galmier-Veauche                                         | Saint-Galmier-Veauche                                         |
| Bahnhof                    | 66,1 | Bouthéon (ab 1864)                                            | Bouthéon (ab 1864)                                            |
| Bahnhof                    | 84,7 | La Renardière                                                 | La Renardière                                                 |
| Bahnhof                    | 86,3 | Saint-Just-sur-Loire (1864–1994)                              | Saint-Just-sur-Loire (1864–1994)                              |
| Strecke                    |      | (Anschluss nach Andrézieux, ab 15. Juni 1864 nach Montbrison) | (Anschluss nach Andrézieux, ab 15. Juni 1864 nach Montbrison) |
| Kopfbahnhof Streckenende   | 87,9 | La Rejaillère (Halt nur 1857–1864)                            | La Rejaillère (Halt nur 1857–1864)                            |
|                            |      | (Anschluss nach Saint-Étienne)                                |                                                               |

Die Bahnstrecke Roanne–Andrézieux war die dritte Bahnstrecke Frankreichs und die zweite mit Dampfbetrieb sowohl in Frankreich als auch in Kontinentaleuropa.

## Geschichte

### Aufbau

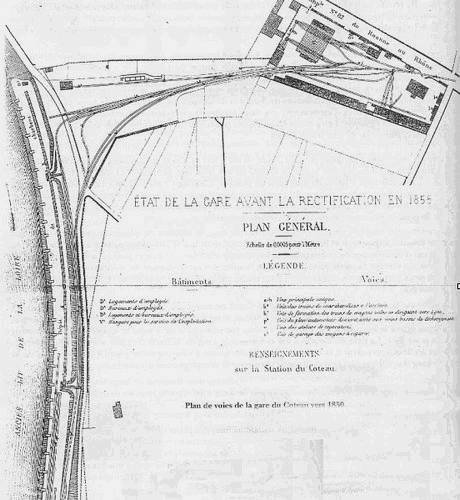
Bahnhof und Hafen von Le Coteau vor 1857

Die Bahngesellschaft Compagnie du chemin de fer de la Loire wurde am 12. Juli 1828 von den Gesellschaftern Mellet und Henry gegründet. Das Genehmigungsverfahren dauerte bis 21. März 1830. Am ersten August 1832 wurde – von Anfang an mit zwei Lokomotiven – die mittlere Teilstrecke zwischen Balbigny und Saint-Bonnet-les-Oules in Betrieb genommen, am 15. März die nördliche zwischen dem Balbigny und dem Hafen von Le Coteau an der Loire gegenüber von Roanne. Erst nach Bestätigung der Streckengenehmigung am 21. Juli 1833 konnte auch der südliche Streckenabschnitt von Saint-Bonnet-les-Oules nach La Quérillère fertiggestellt und am 15. November 1833 in Betrieb genommen werden.
Damit hatte die Strecke Anschluss an die Strecke Saint-Étienne–Andrézieux und konnte ihrem eigentlichen Zweck dienen, nämlich Kohle aus den Bergwerken um Saint-Étienne bis zu einem leistungsfähigen Schifffahrtsweg zu befördern.
Die miteinander verbundenen Bahnstrecken Le Coteau–Andrézieux, Saint-Étienne–Andrézieux und Saint-Étienne–Lyon bildeten zusammen eine Strecke von 139,7 km Länge, mit über die Übergangsbahnhöfe hinausreichenden Streckenabschnitten ein Netz von 145,2 km Länge. Allerdings gab es erst ab 1844 Dampfbetrieb auch zwischen Andrézieux und Saint-Étienne und damit von einem Ende der Gesamtstrecke bis zum anderen.

### Fusionen und Umtrassierung

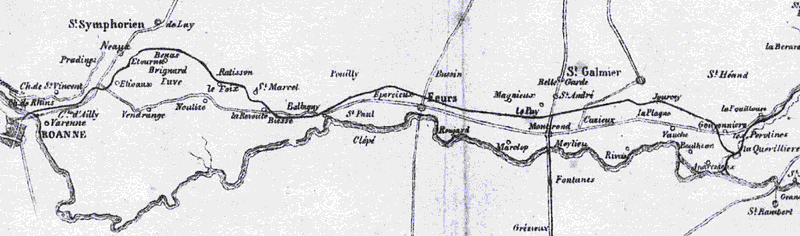
Streckenplan 1833, einschließlich der nicht realisierten Führung über den Pont du Coteau nach Roanne

Am 30. September 1853 fusionierten die drei Gesellschaften zur Compagnie des chemins de fer du Rhône à la Loire, die drei Monate später in der Compagnie du chemin de fer du Grand Central aufging. Die teilte sich am 19. Juli 1857 in eine Orléaner und eine Lyoner Gesellschaft und die Lyoner wurde Teil der Compagnie des chemins de fer de Paris à Lyon et à la Méditerranée, bis zur Schaffung der SNCF.
Schon am 25. Dezember 1855 wurde beschlossen, große Teile der Strecke Roanne–Andrézieux neu zu trassieren. Am 24. November 1857 ging die weniger kurven- und steigungsreiche, aber um ein Drittel längere neue Strecke in Betrieb.

### Nordwestliche Anbindung
Die Bahngesellschaft hatte beabsichtigt, die Strecke über die 1834 erbaute steinerne Straßenbrücke von Roanne, den Pont du Coteau auf das linke Ufer der Loire nach Roanne zu führen. Von der Stadt Roanne wurde dies aber strikt abgelehnt. Von Nachteil für die Bahn war dies besonders ab 1838, als links der Loire der Canal de Roanne à Digoin gebaut worden war.
Die Eisenbahnbrücke von Roanne nach Le Coteau wurde erst ab 3. November 1858 in Betrieb genommen, als letzter Abschnitt der Strecke von Saint-Germain-des-Fossés über Roanne nach Le Coteau. Saint-Germain-des-Fossés hatte seit 19. Juni 1854 Anschluss nach Orléans. Die Bahnstrecke Paris–Orléans gab es schon seit dem 2. Mai 1843.

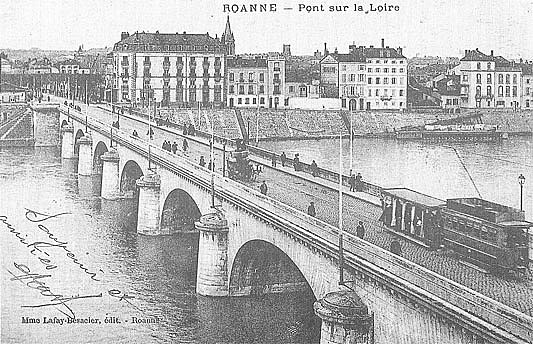
Pont du Coteau in Roanne (erbaut 1834, Foto 1909)
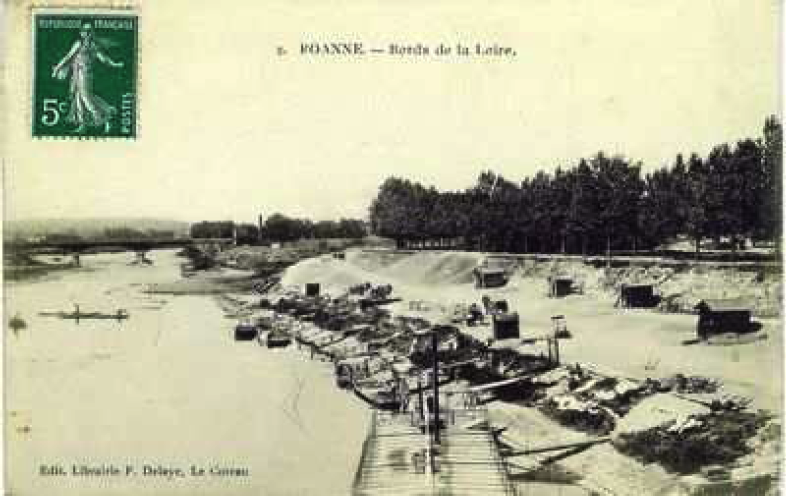
Eisenbahnbrücke in Roanne (erbaut 1858, Foto Anfang 20. Jh.)
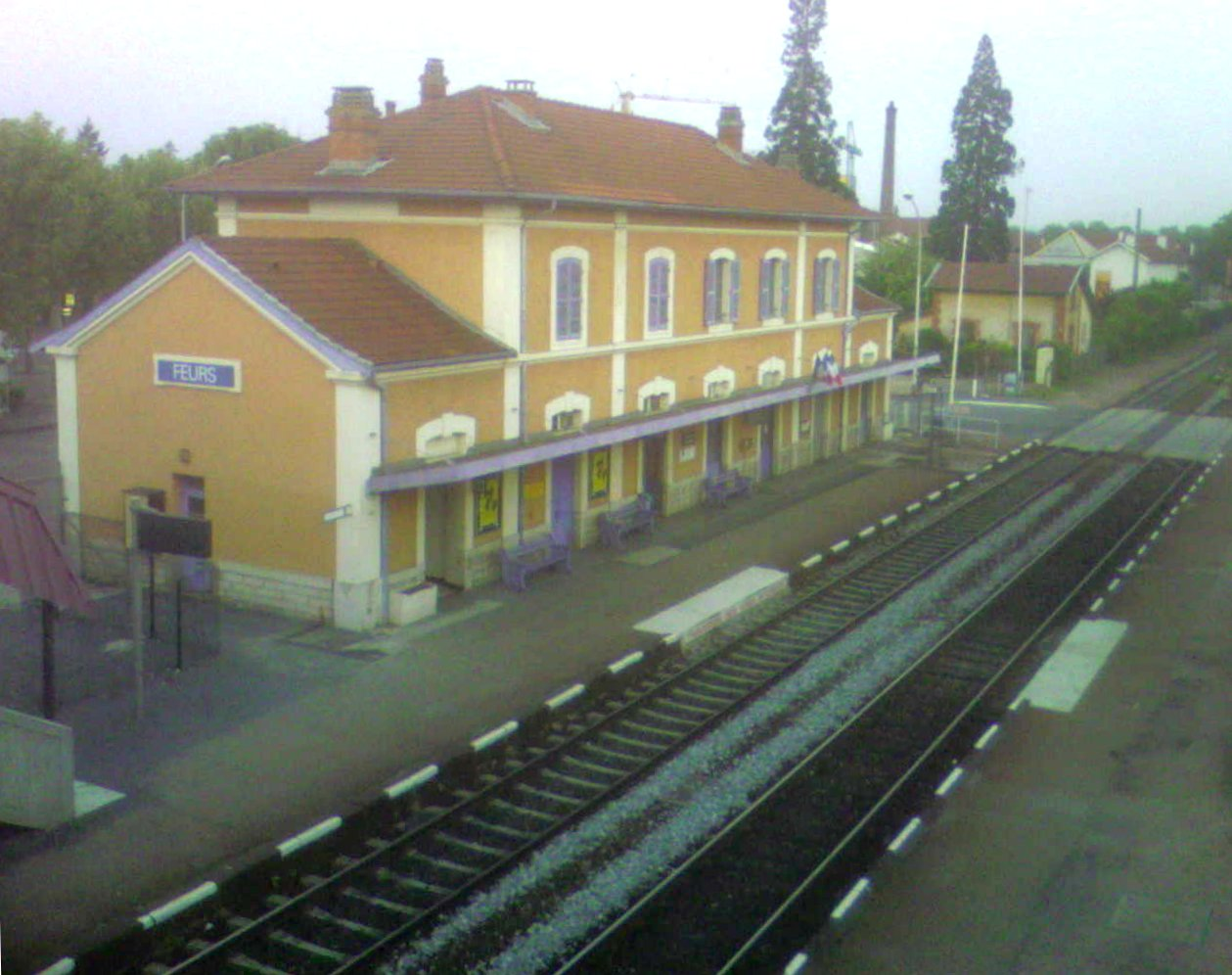
Bahnhof von Feurs
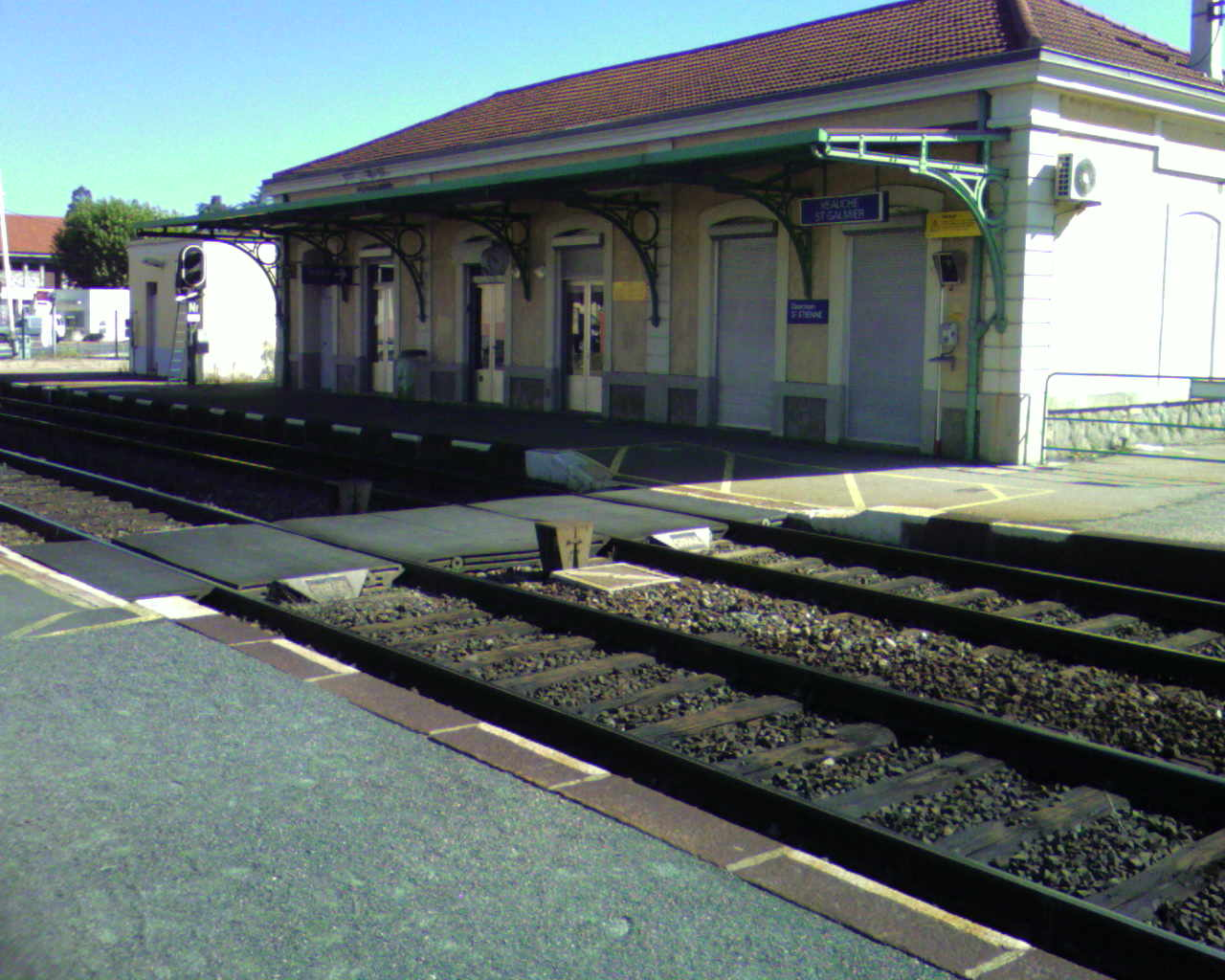
Bahnhof von Saint-Galmier-Veauche

## Antriebe
Auf der Strecke wurden unterschiedliche Antriebe verwendet: Von Anfang an waren die beiden Lokomotiven von zwei verschiedenen englischen Herstellern, die eine von George Stephenson, die andere von Fenton, Murray & Jackson im Einsatz. Bis zur Neutrassierung von 1857 gab es zwei steile Streckenabschnitte, wo ortsfeste Dampfmaschinen Züge mittels Drahtseilen bergauf zogen. Nachdem eine von beiden 1834 explodiert war, wurde auf dieser Rampe zehn Jahre lang mit Pferden und Ochsen gezogen. Bergab rollten die Züge ohne Antrieb.